# Akysis pulvinatus
Akysis pulvinatus är en fiskart som beskrevs av Ng 2007. Akysis pulvinatus ingår i släktet Akysis och familjen Akysidae. IUCN kategoriserar arten globalt som otillräckligt studerad. Inga underarter finns listade i Catalogue of Life.